# میشل دروکر
میشل دروکر به فرانسوی Michel Drucker در ۱۲ سپتامبر ۱۹۴۲ در شهر ویر در فرانسه متولد شده‌است. او به عنوان روزنامه‌نگار در تلویزیون فرانسه فعالیت می‌کند. او فعالیت خود را از سال ۱۹۵۶ به عنوان مجری ورزش آغاز کرد و تا سال ۱۹۸۶ برنامه‌های فوتبال را به‌طور زنده گزارش می‌داد. سپس فعالیت خود را در شوهای تلویزیونی شروع کرد. او با هنرپیشه فرانسوی دانی ساوال ازدواج کرده‌است. میشل دروکر در حال حاضر مجری برنامه تلویزیونی Vivement Dimanche می‌باشد که هر یکشنبه بعد از ظهر در کانال فرانسه ۲ پخش می‌شود.